# Copa Italia 2022-23 (rugby)
La Copa Italia de 2022-23 fue la 35.ª edición de la copa nacional de Italia.

## Desarrollo

### Grupo A
| Pos. | Equipo          | Encuentros | Encuentros | Encuentros | Encuentros | Tantos | Tantos | Tantos | PB | Puntos |
| Pos. | Equipo          | PJ         | PG         | PE         | PP         | F      | C      | Dif    | PB | Puntos |
| ---- | --------------- | ---------- | ---------- | ---------- | ---------- | ------ | ------ | ------ | -- | ------ |
| 1.º  | Petrarca Padova | 4          | 4          | 0          | 0          | 163    | 34     | +129   | 3  | 19     |
| 2.º  | Calvisano       | 4          | 3          | 0          | 1          | 131    | 72     | +59    | 3  | 15     |
| 3.º  | Colorno Rugby   | 4          | 2          | 0          | 2          | 137    | 88     | +49    | 2  | 10     |
| 4.º  | Mogliano        | 4          | 1          | 0          | 3          | 62     | 167    | -105   | 1  | 5      |
| 5.º  | CUS Torino      | 4          | 0          | 0          | 4          | 52     | 184    | -132   | 1  | 1      |

### Grupo B
| Pos. | Equipo           | Encuentros | Encuentros | Encuentros | Encuentros | Tantos | Tantos | Tantos | PB | Puntos |
| Pos. | Equipo           | PJ         | PG         | PE         | PP         | F      | C      | Dif    | PB | Puntos |
| ---- | ---------------- | ---------- | ---------- | ---------- | ---------- | ------ | ------ | ------ | -- | ------ |
| 1.º  | Valorugby Emilia | 4          | 4          | 0          | 0          | 109    | 71     | +38    | 2  | 18     |
| 2.º  | Rovigo           | 4          | 3          | 0          | 1          | 109    | 82     | +27    | 3  | 15     |
| 3.º  | Viadana          | 4          | 2          | 0          | 2          | 117    | 89     | +28    | 5  | 13     |
| 4.º  | Fiamme Oro       | 4          | 1          | 0          | 3          | 103    | 103    | 0      | 1  | 5      |
| 5.º  | Rugby Lyons      | 4          | 0          | 0          | 4          | 53     | 146    | -93    | 0  | 0      |

|  | Finalistas. |

### Final
| 8 de abril de 2023 | Petrarca Padova | 51 - 42 | Valorugby Emilia |  |  |

| Bandera de Italia       |
| Campeón Petrarca Padova |
| Cuarto título           |